# Martin Patzek

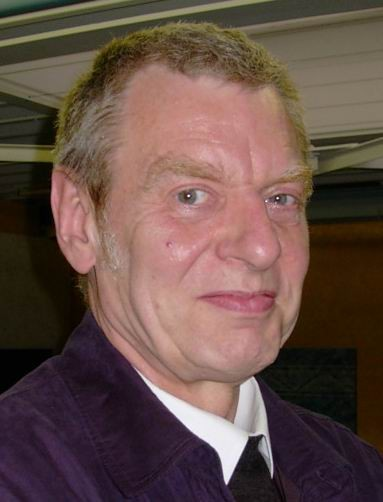
Martin Patzek

Martin Patzek (* 12. Oktober 1944 in Vechta) ist ein deutscher römisch-katholischer Theologe und Priester.

## Leben
Martin Patzek wurde in Vechta bei Oldenburg geboren. Nach dem Abitur 1965 in Mülheim an der Ruhr studierte er  Philosophie und Katholische Theologie in Bonn, Würzburg und Bochum (Abschluss 1969). Im Jahr 1971 empfing er die Priesterweihe. Nach Kaplansjahren im Wittener Stadtteil Herbede St. Peter und Paul (1971), Duisburg St. Joseph (1971–1975) und Essen St. Hubertus (1975–1978) war er Seelsorger in der Kirche unter Soldaten in Augustdorf/Lippe (1978–1982) und Bonn (1982–1986). Von 1986 bis 1991 war Martin Patzek Studentenpfarrer an der Ruhr-Universität und den Fachhochschulen Bochums. 1989 erfolgte die theologische Promotion in Freiburg (Caritaswissenschaft). Neun Jahre später erhielt er den päpstlichen Ehrentitel Päpstlicher Ehrenkaplan.

## Wirken
Patzek war geistlicher Begleiter der Caritas-Konferenzen Deutschlands auf Bundesebene (1986–2002); Caritasdirektor und Geschäftsführer des Caritasverbandes für die Stadt Duisburg (1991–1998); Geistlicher Begleiter der Caritas im Bistum Essen (ab 1998) und Pfarrer in Vierzehnheiligen, Weitmar (bis 2004) und ist Dozent für Caritaswissenschaft am Erzbischöflichen Diakoneninstitut Köln in der Ausbildung der Diakone für die (Erz-)Bistümer Aachen, Essen und Köln (seit 1999). Er hatte einen Lehrauftrag an der Katholischen Fachhochschule Norddeutschland „Institutionelle Bedingungen sozialer Arbeit“ (2005) und war beim Landescaritasverband und Caritas-Sozialwerk Oldenburg / Vechta; bei der Katholischen Pflegehilfe Essen und in verschiedenen Altenheimen tätig. Dort ist Patzek für die Beratung und Begleitung, z. B. Coaching für Manager in stationären Altenhilfe-Einrichtungen sowie für die Fort- und Weiterbildung für Mitarbeiterinnen in diakonisch-caritativen Verbänden, Diensten und Einrichtungen verantwortlich. Zudem ist er geistlicher Begleiter der Theresia-Albers-Stiftung und Postulator der Causa Theresia Albers (Seligsprechungsprozess).

## Schriften (Auswahl)
- Im Dienste der Jugend – offen dem Anruf der Zeit. Elisabeth Denis und IN VIA – Deutscher Verband katholischer Mädchensozialarbeit; Inaugural-Dissertation zur Erlangung der Doktorwürde der Theologischen Fakultät der Albert-Ludwigs-Universität zu Freiburg im Breisgau, 1989.
- Caritas plus… Qualität hat einen Namen: Caritas. Kevelaer 2004, ISBN 3-7666-0612-3.
- Aus Liebe zu Gott und den Menschen. Vorbilder der Caritas. Kevelaer 2005, ISBN 3-7867-8549-X.
- „vision – mission – identity“: Spiritualität in Leitbildern caritativer Diakonie (Klinik, Seniorenzentrum, Sozialstation, Verband). In: Arndt Büssing, Thomas Ostermann, Michaela Glöckner, Peter F. Matthiessen (Hrsg.): Spiritualität, Krankheit und Heilung – Bedeutung und Ausdrucksformen der Spiritualität in der Medizin. Waldkirchen 2006, ISBN 3-88864-421-6.
- Gott ist Caritas. Impulse zur Enzyklika über die christliche Liebe. Kevelaer 2007, ISBN 978-3-7666-0864-2.
- Gesegnet sein, zum Segen werden. Impulse, Texte und Lieder für die Praxis. Kevelaer 2007, ISBN 978-3-7666-0657-0.
- Theresia Albers, Lehrerin und Ordensgründerin, hrsg. v. d. Schwestern zum Zeugnis der Liebe Christi. Paderborn 2007, ISBN 978-3-89710-380-1.
- Einander in Liebe dienen, Caritas-Predigten und Fürbitten zum Lesejahr A. Paderborn 2007, ISBN 978-3-89710-381-8.
- Die Liebe Christi drängt uns. Caritas-Predigten und Fürbitten zum Lesejahr B. Paderborn 2008, ISBN 978-3-89710-381-8.
- Bleibt in meiner Liebe. Caritas-Predigten und Fürbitten zum Lesejahr C. Paderborn 2009, ISBN 978-3-89710-447-1.
- Freundinnen und Freunde Gottes. Betrachtungen, Predigten und Fürbitten zu den Gedenktagen der „Caritas“ – Patrone. Paderborn 2011, ISBN 978-3-89710-491-4
- Dich, Gott loben Raum und Zeit. Meditationen zu Liedern mit Begleitenden Bildern von Egon Stratmann. Gelsenkirchen 2017, ISBN 978-3-9818646-2-5
- Ich spür nicht Rücken, sondern Seele, Tagebuch eines alten Priesters, Paderborn 2019, ISBN 978-3-89710-821-9